# Copa de Alemania 1954-55
La Copa de Alemania 1954-55 fue la 12.ª edición anual del torneo de copa de fútbol más importante de Alemania Federal que se celebró desde 15 de agosto de 1954 hasta el 21 de mayo de 1955 y que contó con la participación de 32 equipos.
El Karlsruher SC venció al FC Schalke 04 en la final jugada en el Eintracht-Stadion para ganar la copa por primera vez.

## Primera Ronda
| 15-8-1954              |       |                        |       |
| FC Schalke 04          | 1 – 1 | SSV Jahn Regensburg    | (AET) |
| VfB Stuttgart          | 4 – 2 | Arminia Hannover       |       |
| Altonaer FC 93         | 3 – 2 | 1. FC Saarbrücken      |       |
| Hamburger SV           | 5 – 3 | Eintracht Trier        | (AET) |
| Kickers Offenbach      | 6 – 3 | Hannover 96            | (AET) |
| 1. FC Nürnberg         | 2 – 0 | TSV Hüls               |       |
| Eintracht Frankfurt    | 1 – 0 | FK Pirmasens           |       |
| Karlsruher SC          | 5 – 1 | FSV Frankfurt          |       |
| SV Bremerhaven 1893    | 5 – 1 | SpVgg Erkenschwick     |       |
| SG Düren 99            | 2 – 5 | 1. FC Kaiserslautern   |       |
| 1. FC Köln             | 2 – 1 | STV Horst-Emscher      |       |
| Tennis Borussia Berlin | 2 – 4 | FC Schweinfurt 05      |       |
| Union Krefeld          | 4 – 0 | Eintracht Braunschweig |       |
| Phönix Ludwigshafen    | 0 – 0 | Alemannia Aachen       | (AET) |
| TuRa Ludwigshafen      | 0 – 1 | FC St. Pauli           |       |
| Spandauer SV           | 1 – 2 | VfB Lübeck             |       |

### Replay
| 22-8-1954           |       |                     |
| SSV Jahn Regensburg | 3 – 6 | FC Schalke 04       |
| Alemannia Aachen    | 4 – 0 | Phönix Ludwigshafen |

## Segunda Ronda
| 21-9-1954            |       |                     |       |
| FC Schalke 04        | 1 – 1 | FC Schweinfurt 05   | (AET) |
| VfB Stuttgart        | 5 – 1 | VfB Lübeck          |       |
| Altonaer FC 93       | 2 – 1 | Eintracht Frankfurt |       |
| Karlsruher SC        | 1 – 0 | 1. FC Nürnberg      |       |
| SV Bremerhaven 1893  | 3 – 1 | Hamburger SV        |       |
| 1. FC Kaiserslautern | 7 – 0 | 1. FC Köln          |       |
| Alemannia Aachen     | 4 – 2 | Union Krefeld       | (AET) |
| Kickers Offenbach    | 2 – 0 | FC St. Pauli        |       |

### Replay
| 28-9-1954         |       |               |
| FC Schweinfurt 05 | 0 – 1 | FC Schalke 04 |

## Cuartos de final
| 28-11-1954        |       |                      |
| Altonaer FC 93    | 2 – 0 | Alemannia Aachen     |
| VfB Stuttgart     | 2 – 5 | Karlsruher SC        |
| Kickers Offenbach | 4 – 1 | 1. FC Kaiserslautern |
| FC Schalke 04     | 2 – 0 | SV Bremerhaven 1893  |

## Semifinales
| 1-3-1955       |       |                   |       |
| FC Schalke 04  | 2 – 1 | Kickers Offenbach |       |
| Altonaer FC 93 | 3 – 3 | Karlsruher SC     | (AET) |

### Replay
| 2-3-1955      |       |                |
| Karlsruher SC | 3 – 0 | Altonaer FC 93 |

### Final
| 21 de mayo de 1955 | Karlsruher SC                           | 3–2     | Schalke 04        | Eintracht-Stadion, Braunschweig                             |                                                             |
|                    | Kunkel 20' · Sommerlatt 83' · Traub 86' | Reporte | Sadlowski 44' 70' | Asistencia: 25 000 espectadores Árbitro(s): Werner Treichel | Asistencia: 25 000 espectadores Árbitro(s): Werner Treichel |

| Karlsruher SC | Schalke 04 |

| POR         |  | Rudi Fischer        |
| DEF         |  | Max Fischer         |
| DEF         |  | Walter Baureis      |
| MED         |  | Werner Roth         |
| MED         |  | Siegfried Geesemann |
| MED         |  | Herbert Dannenmeier |
| DEL         |  | Oswald Traub        |
| DEL         |  | Kurt Sommerlatt     |
| DEL         |  | Antoine Kohn        |
| DEL         |  | Ernst Kunkel        |
| DEL         |  | Hans Strittmatter   |
| Entrenador: |  |                     |
| Adolf Patek |  |                     |

| POR              |  | Manfred Orzessek  |
| DEF              |  | Werner Garten     |
| DEF              |  | Günter Brocker    |
| MED              |  | Hermann Eppenhoff |
| MED              |  | Walter Zwickhöfer |
| MED              |  | Erwin Harkener    |
| DEL              |  | Bernhard Klodt    |
| DEL              |  | Otto Laszig       |
| DEL              |  | Helmut Sadlowski  |
| DEL              |  | Manfred Piontek   |
| DEL              |  | Hans Krämer       |
| Entrenador:      |  |                   |
| Eduard Frühwirth |  |                   |